# Акт 5 листопада
Акт 5 листопада 1916 року — заява німецького генерал-губернатора Ганса Безелера у Варшаві й австро-угорського генерал-губернатора Карла Кука в Любліні про намір їхніх монархів створити «Королівство Польське». 

## Хід перемовин
На початку Першої світової війни польські землі стали театром активних бойових дій. Вони велись у Царстві Польському, австрійській Галичині та прусській Мазурії. У 1914 році російська армія дійшла майже до Кракова, однак наступного року розпочався контрнаступ австро-німецьких військ, що закінчився окупацією російської частини Польщі. Її територія була поділена на німецьку (з центром у Варшаві) та австрійську (з центром у Любліні) зони окупації.     
Водночас постало питання про їхню майбутню долю. У союзників існували значні розбіжності:
- австрійські політики за підтримки польських консерваторів у Галичині прагнули об'єднати окуповані землі з Галичиною й перетворити дуалістичну монархію на «триалістичну» з доданням третього «польського» елемента;

- німецькі політики розглядали варіанти з включенням частини польських земель до імперії й утворення на решті польської території невеликої буферної польської держави, міцно пов'язаної з Німеччиною (згідно з поширеною раніше ідеєю «серединної Європи», «Mitteleuropa»). Важливу роль відіграло прагнення отримати у своє розпорядження додаткові військові й економічні ресурси польських земель (за розрахунками німецьких військових — понад 1 млн. мобілізованих).

Перевагу отримала пропозиція німецького канцлера Теобальда Бетманн-Гольвега пообіцяти полякам утворити в майбутньому Польське королівство і тим самим привернути їх на свій бік. Цьому сприяла й успішна участь створених в Австро-Угорщині Польських легіонів у бойових діях проти російських військ.
Узгодження позицій німецької й австро-угорської сторін відбулося на конференції у Відні 11-12 серпня 1916 року. «Виправляючи» кордони з майбутньою Польщею, обидві держави зберігали в своїх руках раніше захоплені землі, отримували додаткові території, позбавляли майбутню Польщу права вести самостійну зовнішню політику, а її військові сили переходили під контроль Німеччини. Польська «корона» надавалася австрійському правлячому дому за умови, що польська економіка, залізниці та промислові райони Радома і Кельці залишаться у складі Німеччини. 
Були у плану возз'єднання Польщі і свої супротивники — зокрема кронпринц Вільгельм, старший син імператора Вільгельма II і спадкоємець престолу. Йому, а також начальнику Генштабу генералу Фалькенгайну було очевидно, що здійснення такого проєкту означало втрату всіх шансів на сепаратний мир з Росією. Однак у вересні 1916 року, після вступу у війну Румунії на боці Антанти, Фалькенгайн був зміщений і замінений Паулем фон Гінденбургом. Вся військова влада в країні фактично опинилася в руках двох генералів — Гінденбурга та його помічника Людендорфа. Після такого рішення створення Польського Королівства було лише справою часу.  
2 листопада 1916 року Східній Галичині було надано широке самоврядування в межах Австро-Угорської імперії. Зміцнивши зв'язки з польськими колами, Відень відмовився від неодноразових обіцянок адміністративно поділити цю провінцію за етнічним принципом. Остаточно перекреслювались сподівання українців на автономію, які були впевнені у приєднанні Галичини до Королівства Польського.

## Умови
5 листопада 1916 року австро-угорський генерал-губернатор в Любліні Карл фон Кук і німецький генерал-губернатор у Варшаві Ганс фон Безелер від імені своїх імператорів опублікували декларацію про створення Королівства Польського — окремої держави з польських територій, «вирваних з-під російського панування».
В декларації зазначалося, що «Його імператорська величність імператор німецький і Його імператорська величність імператор австрійський та апостольський король Угорщини» домовилися створити особливу польську державу «з відірваних від російського панування польських областей». Стверджувалось, що ця «самостійна держава» стане «спадковою монархією з конституційним ладом», що визначення її кордонів «відкладається на майбутнє» і що вона буде «в союзі» з Центральними державами. Організацію та керівництво польською армією необхідно було врегулювати «за взаємною згодою». «Польська держава» створювалась без польських земель Галичини, без Сілезії, Великої Польщі, Помор'я і Мазурії. Її кордони залишалися невизначеними. Вона заздалегідь проголошувалась державою, яка перебуває в союзі з Центральними державами.

## Наслідки
У польському суспільстві ставлення до Акту 5 листопада було двозначним: частина польських сил, яка орієнтувалася на Центральні держави, сприйняла його позитивно, інша, яка підтримувала країни Антанти, — засудила.
Негативно поставилися до прокламації лідери країн Антанти і насамперед Росія: 15 листопада 1916 року російський уряд виступив з протестом проти діяльності окупаційної влади на території Королівства Польського і пообіцяв після війни утворити Польську державу у складі «всіх польських земель» під скіпетром Романових на засаді державної єдності (фактично — автономії), а 12 грудня 1916 року імператор Микола ІІ видав наказ, у якому однією з цілей війни назвав відбудову «вільної, складеної з усіх трьох частин Польщі» в союзі з Російською імперією. Керівники країн Антанти висловили свою підтримку Росії.
Попри різне трактування значення документа його проголошення відіграло значну роль у легітимації «польського питання» на міжнародній арені, порушивши проблему відбудови польської державності як невід'ємного елемента післявоєнного врегулювання в Європі.
Поряд із тим, цей документ становив серйозну загрозу для українського населення Галичини, оскільки перекреслював плани українського політикуму на поділ провінції за етнічною ознакою та автономію українських земель у складі Австро-Угорщини[джерело?].
Наступні події завершального етапу Першої світової війни зробили Акт 5 листопада неактуальним, поставивши на порядок денний розпад європейських імперій і утворення нових національних держав.